# Europees kampioenschap basketbal vrouwen 1966
Het 10e Europees kampioenschap basketbal vrouwen vond plaats van 2 tot 9 oktober 1966 in Roemenië. 12 nationale teams speelden in Sibiu en Cluj om de Europese titel.

## Voorronde
De 12 deelnemende landen zijn onderverdeeld in twee poules van zes landen. De top twee van elke poule plaatsten zich voor de halve finales, de overige landen speelden plaatsingswedstrijden.

### Groep A
| Datum     | Land                           | Score    | Land                           |
| --------- | ------------------------------ | -------- | ------------------------------ |
| 2 oktober | Duitse Democratische Republiek | 105 – 51 | Bondsrepubliek Duitsland       |
| 2 oktober | Bulgarije                      | 63 – 56  | Frankrijk                      |
| 2 oktober | Tsjecho-Slowakije              | 74 – 56  | Joegoslavië                    |
| 3 oktober | Bondsrepubliek Duitsland       | 30 – 75  | Bulgarije                      |
| 3 oktober | Frankrijk                      | 60 – 74  | Joegoslavië                    |
| 3 oktober | Duitse Democratische Republiek | 54 – 69  | Tsjecho-Slowakije              |
| 4 oktober | Bondsrepubliek Duitsland       | 33 – 87  | Tsjecho-Slowakije              |
| 4 oktober | Frankrijk                      | 45 – 72  | Duitse Democratische Republiek |
| 4 oktober | Bulgarije                      | 67 – 55  | Joegoslavië                    |
| 5 oktober | Frankrijk                      | 48 – 39  | Bondsrepubliek Duitsland       |
| 5 oktober | Joegoslavië                    | 74 – 88  | Duitse Democratische Republiek |
| 5 oktober | Tsjecho-Slowakije              | 65 – 55  | Bulgarije                      |
| 6 oktober | Joegoslavië                    | 101 – 53 | Bondsrepubliek Duitsland       |
| 6 oktober | Tsjecho-Slowakije              | 67 – 41  | Frankrijk                      |
| 6 oktober | Bulgarije                      | 48 – 62  | Duitse Democratische Republiek |

| Groep A |                                |             |             |             |            |            |            |        |
| #       | Land                           | Wedstrijden | Wedstrijden | Wedstrijden | Doelpunten | Doelpunten | Doelpunten | Punten |
| #       | Land                           | G           | W           | V           | V          | T          | Saldo      | Punten |
| 1       | Tsjecho-Slowakije              | 5           | 5           | 0           | 362        | 239        | +123       | 10     |
| 2       | Duitse Democratische Republiek | 5           | 4           | 1           | 381        | 287        | +94        | 9      |
| 3       | Bulgarije                      | 5           | 3           | 2           | 308        | 268        | +40        | 8      |
| 4       | Joegoslavië                    | 5           | 2           | 3           | 360        | 342        | +18        | 7      |
| 5       | Frankrijk                      | 5           | 1           | 4           | 250        | 315        | -65        | 6      |
| 6       | Bondsrepubliek Duitsland       | 5           | 0           | 5           | 206        | 416        | -210       | 5      |

### Groep B
| Datum     | Land        | Score   | Land        |
| --------- | ----------- | ------- | ----------- |
| 2 oktober | Polen       | 72 – 52 | Hongarije   |
| 2 oktober | Sovjet-Unie | 87 – 26 | Italië      |
| 2 oktober | Roemenië    | 86 – 67 | Nederland   |
| 3 oktober | Italië      | 45 – 48 | Nederland   |
| 3 oktober | Hongarije   | 33 – 78 | Sovjet-Unie |
| 3 oktober | Polen       | 64 – 66 | Roemenië    |
| 4 oktober | Sovjet-Unie | 76 – 45 | Nederland   |
| 4 oktober | Italië      | 48 – 73 | Polen       |
| 4 oktober | Hongarije   | 45 – 73 | Roemenië    |
| 5 oktober | Nederland   | 50 – 76 | Polen       |
| 5 oktober | Roemenië    | 65 – 76 | Sovjet-Unie |
| 5 oktober | Hongarije   | 45 – 60 | Italië      |
| 6 oktober | Hongarije   | 70 – 73 | Nederland   |
| 6 oktober | Sovjet-Unie | 68 – 60 | Polen       |
| 6 oktober | Roemenië    | 75 – 57 | Italië      |

| Groep B |             |             |             |             |            |            |            |        |
| #       | Land        | Wedstrijden | Wedstrijden | Wedstrijden | Doelpunten | Doelpunten | Doelpunten | Punten |
| #       | Land        | G           | W           | V           | V          | T          | Saldo      | Punten |
| 1       | Sovjet-Unie | 5           | 5           | 0           | 385        | 229        | +156       | 10     |
| 2       | Roemenië    | 5           | 4           | 1           | 365        | 309        | +56        | 9      |
| 3       | Polen       | 5           | 3           | 2           | 345        | 284        | +61        | 8      |
| 4       | Nederland   | 5           | 2           | 3           | 283        | 353        | -70        | 7      |
| 5       | Italië      | 5           | 1           | 4           | 236        | 328        | -92        | 6      |
| 6       | Hongarije   | 5           | 0           | 5           | 245        | 356        | -111       | 5      |

## Plaatsingswedstrijden 9e-12e plaats
| Datum               | Land      | Score   | Land                     |
| ------------------- | --------- | ------- | ------------------------ |
| 8 oktober           | Italië    | 63 – 50 | Bondsrepubliek Duitsland |
| 8 oktober           | Frankrijk | 65 – 66 | Hongarije                |
| 9 okt. (11e plaats) | Frankrijk | 71 – 43 | Bondsrepubliek Duitsland |
| 9 okt. (9e plaats)  | Italië    | 57 – 65 | Hongarije                |

## Plaatsingswedstrijden 5e-8e plaats
| Datum              | Land      | Score   | Land        |
| ------------------ | --------- | ------- | ----------- |
| 8 oktober          | Polen     | 67 – 70 | Joegoslavië |
| 8 oktober          | Bulgarije | 53 – 56 | Nederland   |
| 9 okt. (7e plaats) | Bulgarije | 70 – 56 | Polen       |
| 9 okt. (5e plaats) | Nederland | 66 – 57 | Joegoslavië |

## Halve finales
| Datum     | Land              | Score   | Land                           |
| --------- | ----------------- | ------- | ------------------------------ |
| 8 oktober | Sovjet-Unie       | 93 – 69 | Duitse Democratische Republiek |
| 8 oktober | Tsjecho-Slowakije | 83 – 54 | Roemenië                       |

## Bronzen finale
| Datum     | Land                           | Score   | Land     |
| --------- | ------------------------------ | ------- | -------- |
| 9 oktober | Duitse Democratische Republiek | 65 – 60 | Roemenië |

## Finale
| Datum     | Land        | Score   | Land              |
| --------- | ----------- | ------- | ----------------- |
| 9 oktober | Sovjet-Unie | 74 – 66 | Tsjecho-Slowakije |

## Eindrangschikking
| Goud   | Sovjet-Unie                    |
| Zilver | Tsjecho-Slowakije              |
| Brons  | Duitse Democratische Republiek |
| 4      | Roemenië                       |
| 5      | Nederland                      |
| 6      | Joegoslavië                    |

| 7  | Bulgarije                |
| 8  | Polen                    |
| 9  | Hongarije                |
| 10 | Italië                   |
| 11 | Frankrijk                |
| 12 | Bondsrepubliek Duitsland |

1938 · 
1950 · 
1952 · 
1954 · 
1956 · 
1958 · 
1960 · 
1962 · 
1964 · 
1966 · 
1968 · 
1970 · 
1972 · 
1974 · 
1976 · 
1978 · 
1980 · 
1981 · 
1983 · 
1985 · 
1987 · 
1989 · 
1991 · 
1993 · 
1995 · 
1997 · 
1999 · 
2001 · 
2003 · 
2005 · 
2007 · 
2009 · 
2011 · 
2013 · 
2015 · 
2017 · 
2019 · 
2021 · 
2023